# Parorsidis delevauxi
Parorsidis delevauxi är en skalbaggsart som beskrevs av Stefan von Breuning 1962. Parorsidis delevauxi ingår i släktet Parorsidis och familjen långhorningar.
Artens utbredningsområde är Laos. Inga underarter finns listade i Catalogue of Life.